# شارون وايس
شارون وايس (بالإنجليزية: Sharon Weiss)‏ هي طبيبة أمريكية، ولدت في 1945 في لين في الولايات المتحدة.